# Campanula jacquinii
Campanula jacquinii ist eine Pflanzenart aus der Gattung der Glockenblumen (Campanula) in der Familie der Glockenblumengewächse (Campanulaceae).

## Merkmale
Campanula jacquinii ist ein ausdauernder, Schaft-Hemikryptophyt, der Wuchshöhen von 5 bis 15 Zentimeter erreicht. Die Pflanze ist kahl oder kurz behaart. Die Blätter sind lederig, länglich bis eiförmig, gekerbt oder gesägt und 25 bis 50 Millimeter groß. Die Griffel ragen weit aus der Krone heraus. Die Krone ist blauviolett und röhrig. Die Röhre und die Zipfel sind ungefähr 5 Millimeter lang. Der Blütenstand ist eine dichte, endständige Schirmrispe.
Die Blütezeit liegt im Juli und November.
Die Chromosomenzahl beträgt 2n = 34.

## Vorkommen
Campanula jacquinii ist auf Kreta endemisch. Die Art wächst in Felsspalten in Höhenlagen von 1100 bis 2200 Meter.

## Taxonomie
Campanula jacquinii wurde 1823 von Franz Wilhelm Sieber als Phyteuma jacquinii in Reise nach der Insel Kreta im griechischen Archipelagus im Jahr 1817 Band 1 Seite 437 und Band 2 Seite 316 erstbeschrieben. Die Art wurde 1830 von Alphonse de Candolle in Monographie des Campanulées ... avec Vingt Planches Seite 251 als Campanula jacquinii (Sieber) A.DC. in die Gattung Campanula gestellt. Das Epitheton "jacquinii" ehrt Nikolaus Joseph von Jacquin (1774–1817).